# Općina Podčetrtek
Općina Podčetrtek (slo.:Občina Podčetrtek) je općina u sjeveroistočnoj Sloveniji u pokrajini Štajerskoj.

## Zemljopis
Općina Podčetrtek se nalazi u istočnoj Sloveniji na granici s Hrvatskom.

## Naselja u općini
Brezovec pri Polju, Cmereška Gorca, Golobinjek ob Sotli, Gostinca, Imeno, Imenska Gorca, Jerčin, Lastnič, Nezbiše, Olimje, Pecelj, Podčetrtek, Polje ob Sotli, Prelasko, Pristava pri Lesičnem, Pristava pri Mestinju, Roginska Gorca, Rudnica, Sedlarjevo, Sela, Sodna vas, Sveta Ema, Verače, Vidovica, Virštanj, Vonarje

## Vanjske poveznice
- Podčetrtek Službena stranica općine  Arhivirana inačica izvorne stranice od 12. srpnja 2010. (Wayback Machine)